# Psednos microps
Psednos microps és una espècie de peix pertanyent a la família dels lipàrids.

## Descripció
- La femella fa 1,8 cm de llargària màxima.
- Nombre de vèrtebres: 41.
- Ulls molt petits.
- Pell pàl·lida.[5]

## Hàbitat
És un peix marí i batipelàgic que viu entre 275 i 2.275 m de fondària.

## Distribució geogràfica
Es troba a l'Índic occidental.

## Observacions
És inofensiu per als humans.